# HCL Technologies
HCLTech  (vormals HCL Technologies – Hindustan Computers Limited) ist ein indisches globales IT-Dienstleistungsunternehmen mit Sitz in Noida, Uttar Pradesh, Indien. HCL Technologies ist eines der größten börsennotierten Unternehmen in Indien.

## Niederlassungen
Das Unternehmen hat Niederlassungen in 60 Ländern, darunter Großbritannien, die Schweiz, Frankreich und Deutschland. HCLTech liefert ganzheitliche Dienstleistungen an führende Unternehmen aller Branchen, darunter 250 der Fortune 500 und 650 der Global 2000.
In Deutschland sind über 3600 Mitarbeiter bei HCLTech beschäftigt. Aktuell unterhält das Unternehmen mehrere Büros und lokale Lieferzentren u. a. in Eschborn bei Frankfurt, München, Hamburg und Gifhorn.

## Geschichte
1976 gründete eine Gruppe von sechs Ingenieuren unter der Leitung von Shiv Nadar eine Firma, die Personalcomputer herstellen sollte. Nadar und sein Team begannen zunächst als Microcomp Limited an die Börse zu gehen und verkauften teledigitale Rechner, um Kapital für ihr Hauptprodukt zu sammeln. Am 11. August 1976 wurde das Unternehmen in Hindustan Computers Limited (HCL) umbenannt.
Am 12. November 1991 wurde ein Unternehmen namens HCL Overseas Limited als Anbieter von Technologie-Entwicklungsdiensten gegründet. Im Juli 1994 wurde der Firmenname in HCL Consulting Limited und schließlich im Oktober 1999 in HCL Technologies Limited geändert.
HCLTech ist eines der vier Unternehmen der HCL Corporation, das zweite Unternehmen ist HCL Infosystems. Im Februar 2014 gründete HCL das Unternehmen HCL Healthcare. HCL TalentCare ist das vierte und jüngste Unternehmen der HCL Corporation.
Im Jahr 2016 übernahm HCLTech die Geometrics Ltd. und 2018 die H&D International Group. Der Entwicklungsdienstleister ASAP hat im Juli 2023 angekündigt, dass HCLTech die Unternehmensgruppe übernehmen werde. ASAP soll künftig ein Tochterunternehmen der HCLTech UK sein. Der Abschluss der Übernahme wird für September 2023 erwartet. ASAP hat sich auf Engineering-Services für die Automobilindustrie spezialisiert. Die Kompetenzen liegen unter anderem in den Bereichen E-Mobilität, Elektrik und Elektronik sowie Fahrerassistenzsystemen.

## Akquisitionen der letzten Jahre
| Erworbenes Unternehmen       | Land        | Datum                | Geschäftsbereich                                                                                     |
| ---------------------------- | ----------- | -------------------- | --- |
| C3i Solutions                | USA         | 5. April 2018        | Anbieter von Lösungen für Biowissenschaften und Dienstleistungen                                     |
| H&D International Group      | Deutschland | 27. Juni 2018        | IT- und Engineering-Dienstleister                                                                    |
| IBM Software Produkte        | USA         | 6. Dezember 2018     | Software Produkte AppScan, BigFix, Unica, Commerce, Portal, Notes & Domino, Connections              |
| Strong-Bridge Envision (SBE) | USA         | 13. März 2019        | Digital Transformation Consulting                                                                    |
| Sankalp Semiconductor        | USA         | 9. September 2019    | Technology Design Services Provider                                                                  |
| ASAP Holding                 | Deutschland | vrsl. September 2023 | Entwicklungsdienstleistungen für die Automobilindustrie (elektrische Antriebe, Elektronik, Software) |

## Betrieb
In Europa verfügt HCLTech über Standorte in Belgien, Bulgarien, Dänemark, Deutschland, Estland, Finnland, Frankreich, Großbritannien, Irland, Italien, Litauen, den Niederlanden, Norwegen, Polen, Portugal, Rumänien, Schweden, in der Schweiz und Tschechien.

### Geschäftsbereiche
1. Application Services[26][27]
2. Infrastructure Services[28]
3. Engineering and R&D Services (ERS)[29]
4. Softwarelösungen[30]